# Подмаркова, Татьяна Львовна
Татьяна Львовна Подмаркова (род. 2 июня 1973 года, Прокопьевск, СССР) — российский художник. Известна масштабными живописными полотнами. В своих работах репрезентует тело человека, как материю, как физический объект, переосмысливая классический язык живописи.

## Биография
Татьяна Подмаркова родилась в 1973 году, в городе Прокопьевске, Кемеровской области. После окончания Кузбасской государственной педагогической академии (1990—1996), училась в Новокузнецком областном колледже искусств (1999—2004) на отделении Станковой живописи в мастерской Бессонова Игоря Борисовича. С 2004 года жила и работала в Москве.
В 2007 году Подмаркова присоединилась к студии Непокоренные в Санкт-Петербурге. С 2008 года ведёт выставочную деятельность. В 2010 году приняла участие в благотворительном гала-аукционе «Современное русское искусство», при поддержке CHRISTIE’S в Государственном Русском музее, работала в резиденциях во Франции, Италии и Нидерландах.
С 2019 года является членом Творческого Союза Художников России и Международной Федерации Художников ЮНЕСКО. Входит в единый реестр профессиональных художников Российской империи, СССР, «русского зарубежья», Российской Федерации и республик бывшего Советского Союза (XVIII—XXI вв.). Живёт и работает в Санкт-Петербурге.

## Персональные выставки
2015
- LAZARUS. Галерея Ruarts. Москва, Россия[7][8][9]

2013
- STIGMA. Галерея Ruarts. Москва, Россия[10]

2011
- Складки. Галерея современного искусства AL Gallery. Санкт-Петербург, Россия[11]

2010
- Pro memoria. Галерея Ателье No2. ЦСИ Винзавод. Москва, Россия

2008
- Жажда. Галерея Ателье No2. ЦСИ Винзавод. Москва, Россия[12]

2003
- Выставка в Новокузнецком художественном музее. Новокузнецк, Россия

## Групповые выставки
2019
- Непокоренные во времени и пространстве. Арт-пространство ДК Громов. Санкт-Петербург, Россия
- ± Красота. ЦВЗ Манеж. Санкт-Петербург, Россия
- Перевал. Арт-пространство ДК Громов. Санкт-Петербург, Россия

2017
- Открытая студия Непокоренные. Московский музей современного искусства. Москва, Россия

2016
- Актуальная Россия: среда обитания. Государственный центральный музей современной истории России. Москва, Россия

2015
- Cosmoscow 2015 год. Международная ярмарка современного искусства. Москва, Россия

2014
- Жи/Ви. Живопись и видео в отношениях. Галерея на Солянке. Москва, Россия
- От слов к действию. В рамках параллельной программы 10 Манифесты. Студия Непокоренные. Санкт-Петербург, Россия[13]

2013
- Новый российский реализм. Параллельная программа ярмарки современного искусства Арт-Москва 2013. Центральный дом художника. Москва, Россия
- Выставка российских и голландских художников. В рамках года Россия-Голландия. Гронинген, Нидерланды
- Выставка российских и голландских художников. Музей современного искусства Эрарта. Санкт-Петербург, Россия

2012
- Ночь галерей. Rizzordi Art Foundation. Санкт-Петербург, Россия
- Трапеза бытия. Галерея Ruarts. Москва, Россия

2010
- Да здравствует молодая гвардия. Ренн, Франция

2009
- Арт-Базель. Выставка в рамках параллельной программы ярмарки современного искусства Art Basel. Базель, Швейцария
- Пространство тишины. Красный Октябрь. Санкт-Петербург, Россия

2008
- Смерти net?. Фестиваль современного искусства Арт-штурм. Галерея Виктория. Самара, Россия

2007
- Память полей. Loft проект Этажи. Санкт-Петербург, Россия
- Самый-самый новый. Галерея Ателье No2. ЦСИ Винзавод. Москва, Россия

2006
- Всероссийская выставка молодых художников ЦДХ. Москва, Россия

2004
- Учитель-ученики. Новокузнецкий художественный музей. Новокузнецк, Россия

2003
- Молодые художники Кузбасса. Дом художника. Кемерово, Россия
- Молодежка планеты Кузбасс-Алтай, Новокузнецкий художественный музей, Новокузнецк, Россия

## Коллекции
- Центр Современного Искусства им. Сергея Курёхина, Санкт-Петербург[14]
- Музей современного искусства Эрарта, Санкт-Петербург[15]
- Фонд Ruarts, Москва

## Награды
- 2007 — финалист (3 место) второго конкурса молодых художников «Ориентиры», Санкт-Петербург[16]
- 2011 — Почетная грамота за активное участие в организации и проведении региональной выставки молодых художников «Движение-2011» от Коллегии Администрации Кемеровской области